# Pameridea
Pameridea ist eine Gattung der Weichwanzen (Miridae). Die Arten der Gattung zeichnen sich dadurch aus, dass sie besonders an das Leben an den Wanzenpflanzen (Roridula), einer Gattung von fleischfressenden Pflanzen, angepasst sind.

## Merkmale
Die Pameridea-Arten sind sehr langbeinig, und der Körper ist von feinen Härchen bedeckt.

## Lebensweise der Wanzen
Bekannt sind die Arten Pameridea marlothii Poppius, 1911 und Pameridea roridulae Reuter, 1907. P. roridulae  ist dabei auf beiden Arten der Wanzenpflanzen zu finden, P. marlothi nur auf Roridula dentata. Wie ihre Wirtspflanzen leben auch die Wanzen in der Fynbos-Region Südafrikas.

### Ernährung
Die Wanzen ernähren sich von den Insekten, die von den Pflanzen gefangen werden. Die Pflanzen selbst sind nicht in der Lage, die Insekten zu verdauen, sind also keine „echten“ fleischfressenden Pflanzen. Stattdessen nehmen sie über die sehr dünne Kutikula die Nährstoffe auf, die in den Ausscheidungen der Wanzen enthalten sind. Dabei decken sie bis zu 70 % ihres Stickstoffbedarfs durch diese Exkremente.
In Zeiten, wenn nicht genug Beutetiere an den Pflanzen kleben bleiben oder die Population der Wanzen zu groß wird, stechen die Tiere auch die Pflanzen an und saugen Pflanzensäfte. Dies ist auch bei anderen Pflanzen möglich, so dass die Wanzen in ihrer Ernährung auch längere Zeit ohne Wanzenpflanzen auskommen.

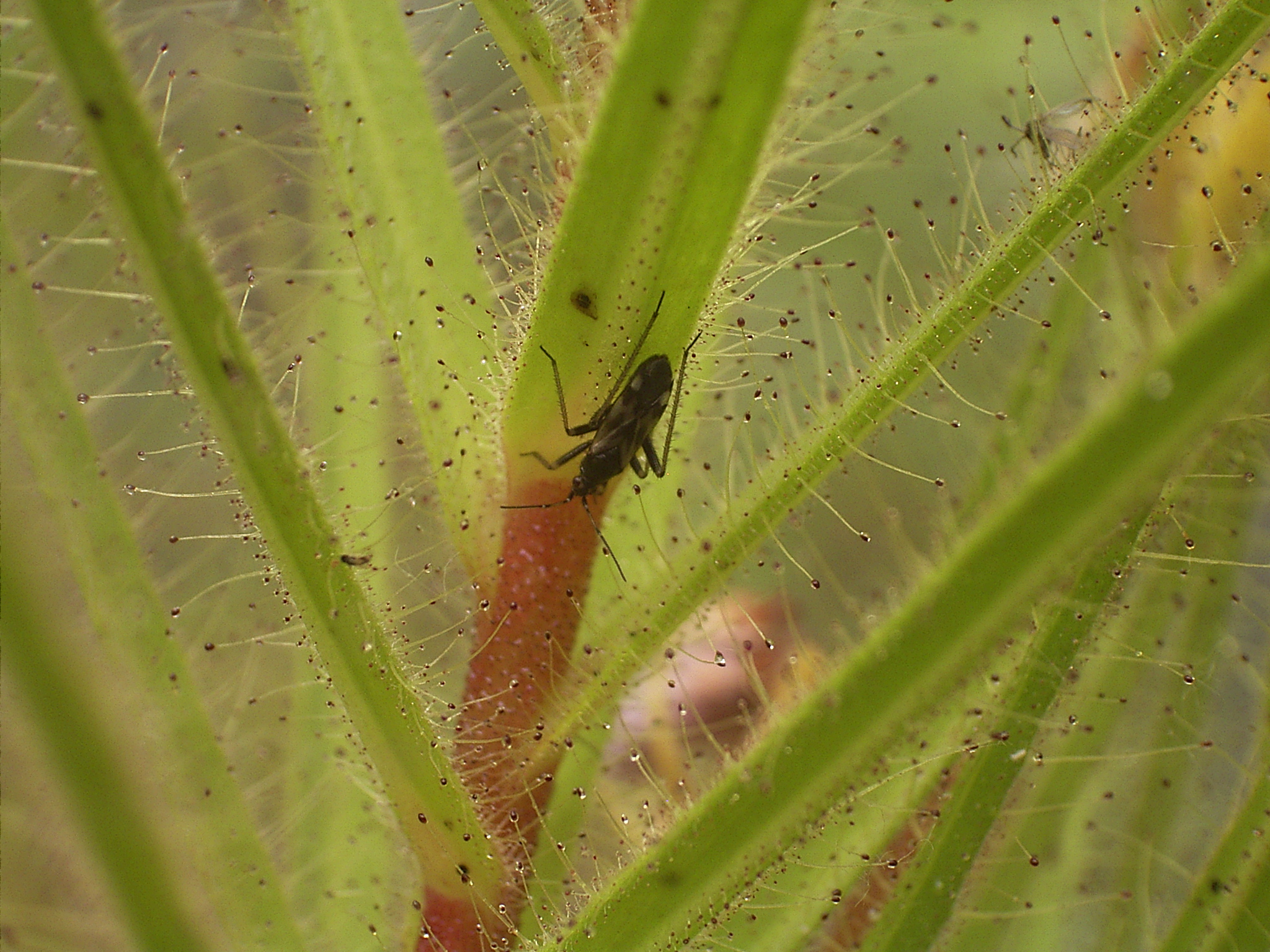
Pameridea roridulae an der Unterseite eines Blattes der Wanzenpflanze

### Vermeidung der Fangmechanismen
Wie genau die Wanzen selbst sich vor dem Kleben-Bleiben schützen, ist noch nicht klar. Vermutet wird, dass die Tiere über die spezielle Gestalt ihrer Tarsi befähigt sind, sich an den unteren Partien der Stieldrüsen der Pflanzen festzuhalten und dabei weitgehend nicht in Kontakt mit der klebrigen Spitze zu kommen, darüber hinaus halten sie ihre Körper fern der Oberfläche der Pflanzen, putzen sich häufig und besitzen eine Methode, um gegebenenfalls doch in Kontakt gekommene Beine wieder von dem Klebstoff zu trennen.

### Feinde
Auf den Wanzenpflanzen sind die Pameridea-Wanzen vor einem Großteil ihrer Fressfeinde sicher. Die einzigen Feinde, die den Wanzen auf der Pflanze nachstellen, sind einige ebenfalls auf das Leben an der Wanzenpflanze spezialisierte Spinnen. Dabei handelt es sich um die Krabbenspinne Synema marlothii. Diese hat sich neben dem Verzehr der durch die Pflanze erbeuteten Tiere auch auf den Fang der Wanzen spezialisiert.

## Verwendung
Beide Arten sind für den Menschen bedeutungslos. Von Sammlern fleischfressender Pflanzen wird gelegentlich Pameridea roridulae an Wanzenpflanzen kultiviert, Pameridea marlothi befindet sich nicht (mehr) in Kultur.

## Nachweise
- W. R. Dolling, J. M. Palmer: Pameridea (Hemiptera: Miridae): predaceous bugs specific to the highly viscid plant genus Roridula. In: Syst. Entomol. 16, 1991, S. 319–328.

## Weiterführende Literatur
- O. M. Reuter: Ad cognitionem Capsidarum aethiopicarum. IV. In: Öfversigt af Finska Vetenskapssocietetens Förhandlingar. Jg. 49, Nr. 7, 1907, S. 1–27. (ia800502.us.archive.org)